# ملعب الرئاسة العامة لرعاية الشباب الداخلي
ملعب الرئاسة العامة لرعاية الشباب الداخلي، هي الجهة الحكومية المسؤولة عن تنظيم الأنشطة الرياضية والثقافية والاجتماعية بالمملكة العربية السعودية، وتقوم مقام وزارة الشباب والرياضة في البلدان الأخرى. يرأسها سلطان بن فهد بن عبد العزيز آل سعود ونائبه هو الأمير نواف بن فيصل بن فهد آل سعود.
وهو ملعب داخلي الساحة الرياضية يقع في الرياض، المملكة العربية السعودية. تبلغ سعة الساحة 5000 متفرج. يستضيف هذا الملعب الكثير من الأحداث الرياضية الداخلية مثل كرة السلة ويستضيف مباريات المنزل من الهلال. كما استضافت بطولة الاتحاد الآسيوي لكرة السلة 1997 البطولة.
واستضافت البطولة الآسيوية بطولة كرة السلة الآسيوية 1997، حيث انتهى فريق المملكة العربية السعودية منتخب السعودية الوطني لكرة السلة في الربع النهائي.

## روابط خارجية
- موقع ويب GPYW باللغة العربية
- معلومات الملعب

1. ↑  مذكور في: جيونيمز. الوصول: 6 أبريل 2015. لغة العمل أو لغة الاسم: الإنجليزية. تاريخ النشر: 2005.